# Constance d'Antioche
Constance d'Antioche, née au Moyen-Orient vers 1127 où elle meurt en 1163, est l'unique héritière de la principauté d'Antioche. 

## Jeunes années
Née en 1127, Constance est la fille unique de Bohémond II, prince de Tarente et de sa femme, Alix de Jérusalem, fille cadette du roi de Jérusalem Baudouin de Rethel et de son épouse arménienne, Morfia de Malatya. Elle tient son prénom de sa grand-mère paternelle, Constance de France, fille du roi Philippe Ier de France. En février 1130, Bohémond est tué dans une embuscade près d'Anazarbe en Cilicie, sur les bords de l'Euphrate, en combattant les Turcs Seldjoukides de Gümüştekin, émir danichmendide.

## Princesse d'Antioche
C'est donc âgée d'à peine trois ans que Constance devient princesse d'Antioche et de Laodicée. 
Sa mère souhaite gouverner la principauté elle-même et est soupçonnée de vouloir enfermer Constance dans un monastère ou la marier à un roturier. Le cousin de Bohémond, Roger II de Sicile, se considère par ailleurs comme son successeur naturel en tant qu'aîné des Hauteville. 
Les nobles d'Antioche pressent alors le roi Baudouin II de venir rétablir la justice mais Alix, qui craint, à juste titre, que son père ne se comporte plus en suzerain qu'en père, va lui résister en s'alliant avec l'atabeg d'Alep et de Mossoul, Imad ad-Din Zengi, allant jusqu'à proposer de donner sa fille comme épouse à un prince musulman. Le plan est découvert par Baudouin, qui chasse sa fille d'Antioche et nomme le vieux Josselin Ier de Courtenay, comte d'Edesse, tuteur de Constance. Mais en 1131, celui-ci meurt peu de temps après Baudouin dans des combats près d'Alep et Alix décide de faire valoir de nouveau ses droits sur Antioche. Elle s'allie alors avec le successeur de Josselin Ier, Josselin II d'Édesse, et avec Pons, comte de Tripoli, début 1132. Foulques d'Anjou, oncle par alliance de Constance et gendre de Baudouin II, à qui il a succédé à Jérusalem, est appelé par les barons d'Antioche à se rendre sur place mais il est contraint de le faire par la mer, Pons lui ayant refusé l'accès par ses terres. Foulques débarque à Saint-Syméon, où il est reconnu comme régent par les barons. Il désigne alors Renaud Ier Mazoir, connétable d'Antioche, pour administrer la principauté. 
En 1135, Alix tente de nouveau de prendre le contrôle de la principauté en faisant appel aux troupes de Zengi. Foulques retourne à Antioche, met en fuite les envahisseurs et envoie de nouveau sa belle-sœur en exil. Il rétablit la régence pour Constance mais va accéder à la demande des barons, qui souhaitent un mari pour Constance car la principauté a besoin d'être gouvernée d'une main ferme. Son choix se porte sur Raymond de Poitiers (1115-1149), fils cadet du duc Guillaume IX d'Aquitaine. Jeune chevalier de 21 ans. Raymond était, au dire des chroniqueurs, "grand, mieux fait de corps et plus beau qu'aucun de ses contemporains; il les dépassait tous au métier des armes et en science de chevalerie". Mais la conclusion du mariage, célébré en 1136, est gardée secrète dans un premier temps car Foulques craint une intervention d'Alix ou de Roger II de Sicile. Alix est autorisée à revenir à Antioche sur l'intercession de sa sœur, Mélisende, femme de Foulques. Désireuse de resserrer les liens entre la principauté et l'empire byzantin, elle pense avoir trouvé un mari à Constance en la personne du prince Manuel Comnène, alors héritier du trône. Foulques est alors contraint de faire venir en urgence Raymond de Poitiers, qui voyagera caché, Roger II voulant le capturer lors de son passage par l'Italie du Sud.

## Premier mariage
Raymond de Poitiers arrive à Antioche en avril 1136. Raoul de Domfront, Patriarche latin de Jérusalem, est parvenu à faire croire à Alix qu'il vient en fait pour l'épouser elle et non sa fille de 9 ans. Il fait enlever l'enfant au palais et célèbre le mariage dans la cathédrale. Humiliée, Alix quitte définitivement Antioche pour Laodicée.
Raymond et Constance auront cinq enfants : 
- Bohémond III (mort en 1201), prince d'Antioche ;
- Marie (1145 - 1182), mariée en 1161 à l'empereur Manuel Ier Comnène (mort en 1180) ;
- Philippa (en) (v.1148 - 1178), mariée à Onfroy II de Toron (mort en 1179) ;
- Baudoin d'Antioche (mort en 1179), mort pendant la bataille de Myriokephalon ;
- Raymond d'Antioche (mort avant 1181).

Début 1147, Roger II de Sicile propose à Louis VII de France de transporter les croisés français en Terre Sainte pour la Deuxième Croisade. Craignant que Roger ne souhaite simplement réaffirmer ses droits sur Antioche, Louis VII et sa femme, Aliénor d'Aquitaine (nièce de Raymond de Poitiers) déclinent la proposition. Louis et ses croisés arrivent dans la principauté en mars 1148 et des rumeurs vont rapidement se répandre dans le camp français d'une relation adultérine entre Raymond et Aliénor. Les croisés tentent de convaincre le roi de lancer une campagne contre Alep, capitale de Nur ad-Din mais Louis VII décide de quitter Antioche pour Jérusalem, obligeant Aliénor à l'accompagner.

## Veuvage
Raymond trouve la mort le 29 juin 1149 dans la bataille d'Inab, lors d'une expédition contre Nur ad-Din Zangi. Les enfants du couple étant tous mineurs à l'époque, il n'y a personne pour "accomplir les devoirs d'un prince et tirer le peuple du désespoir" d'après Guillaume de Tyr. Nur-ad-Din envahit la principauté et prend tous les territoires d'Antioche situés à l'est du fleuve Oronte. Aimery de Limoges, Patriarche latin d'Antioche, dirige la défense de la ville mais la plupart des barons souhaiteraient un gouvernant séculier. Apprenant le sort de Raymond, Baudouin III de Jérusalem, cousin de Constance, se précipite à Antioche pour y prendre la régence et conclut une trêve avec Nur ad-Din.
Baudouin revient par la suite dans la ville à l'été 1150 pour tenter de convaincre Constance de se remarier et lui propose trois candidats : Yves de Nesle, comte de Soissons, Gautier de Saint-Omer et Ranulf du Merle. Mais Constance décline. Pressée par Baudouin, elle se rend à Tripoli début 1152 pour y rencontrer ses deux tantes, Mélisende et Hodierne, qui tentent de la persuader de choisir l'un des trois candidats, sans y parvenir. Il semble que ce soit le Patriarche Aimery qui l'ait convaincue de résister car il souhaite conserver le contrôle de la principauté. Manuel Ier Comnène, désormais empereur de Byzance, lui envoie son beau-frère veuf, le plus tout jeune Jean Roger Dalassenos mais Constance le repousse, dissuadée par son âge. D'après Steven Runciman, il est possible qu'elle ait repoussé tous les prétendants parce qu'elle avait déjà rencontré Renaud de Châtillon et avait gardé secret leur engagement, soucieuse d'obtenir le consentement de Baudouin III.

## Deuxième mariage
Constance et Renaud se marient début 1153 et Renaud prend en charge l'administration de la principauté. Mais il est impopulaire car ses sujets le considèrent comme un parvenu : cadet sans fortune, il a néanmoins la réputation d'être un guerrier exceptionnel. Ses fréquentes tentatives de lever des fonds le font entrer en conflit avec le Patriarche Aimery, qu'il fait jeter en prison et torturer, et l'empereur Manuel Ier. L'extrême violence du pillage qu'il a commis à Chypre scandalise ses contemporains, pourtant habitués à des pratiques de piraterie d'une certaine brutalité. L'empereur finit par le contraindre à lui rendre hommage au printemps 1159. Le 23 novembre 1160, au cours d'un raid, Renaud tombe aux mains de Majd al-Din, gouverneur d'Alep. Il restera en captivité 16 ans. 
Lorsque son mari est fait prisonnier, Constance annonce son intention d'administrer en personne la principauté mais nombreux sont les barons qui préfèrent un souverain mâle. Baudouin III de Jérusalem revient à Antioche et désigne comme prince légitime Bohémond III, le fils aîné de Constance et Raymond, âgé de 15 ans à peine. Il devra gouverner sous la tutelle du Patriarche Aimery. Mais Constance n'accepte pas cette décision et s'en plaint à Manuel Ier. Celui-ci envoie son neveu Alexis Bryenne Comnène et Jean Kamateros à Antioche afin d'y négocier son union avec l'aînée des filles de Constance, Marie, considérée comme une beauté par les chroniqueurs de l'époque. Le contrat de mariage est signé et l'empereur confirme Constance dans sa position de souveraine de la principauté. Baudouin III, venu dans la ville pour y rencontrer les envoyés impériaux, ne proteste pas.
Bohémond devient majeur en 1163. Afin de renforcer sa position face à son fils, Constance demande l'aide de Constantin Kalamanos, gouverneur byzantin de Cilicie. Mais les barons d'Antioche s'allient avec Thoros II d'Arménie et la contraignent à quitter Antioche. Constance décédera peu après, probablement à Laodicée ou Byblos.
Renaud de Châtillon, libéré en 1176 dans le cadre d'un échange de prisonniers, se remarie avec Etiennette de Milly, veuve de Miles de Plancy. Cette union lui apporte richesse et puissance et pourtant, à compter de cette date et pendant les 10 années qui suivront, il multipliera les pillages. En 1187, il est fait prisonnier avec Guy de Lusignan lors d'un combat contre Saladin, qui le fait décapiter le 4 juillet à Hattin. Cette défaite marquera la fin du royaume chrétien de Jérusalem.
Il avait eu de son union avec Constance deux filles :
- Agnès de Châtillon (morte en 1184), mariée à Béla III, roi de Hongrie ;

- Jeanne de Châtillon (morte avant mai 1204).

## Postérité en littérature
La romancière Marina Dédéyan a fait de Constance d'Antioche l'héroïne et la narratrice de son premier roman, Moi, Constance, princesse d'Antioche, paru en 2005.
Elle est aussi l'héroïne d'une série de bande dessinée, Constance d'Antioche, la princesse rebelle (scénario de Jean-Pierre Pécau et dessins de Gabriele Parma), publiée dans la collection « Les Reines de sang » aux éditions Delcourt, dont le premier tome a paru en 2019 et le second en 2020.